# NuTone

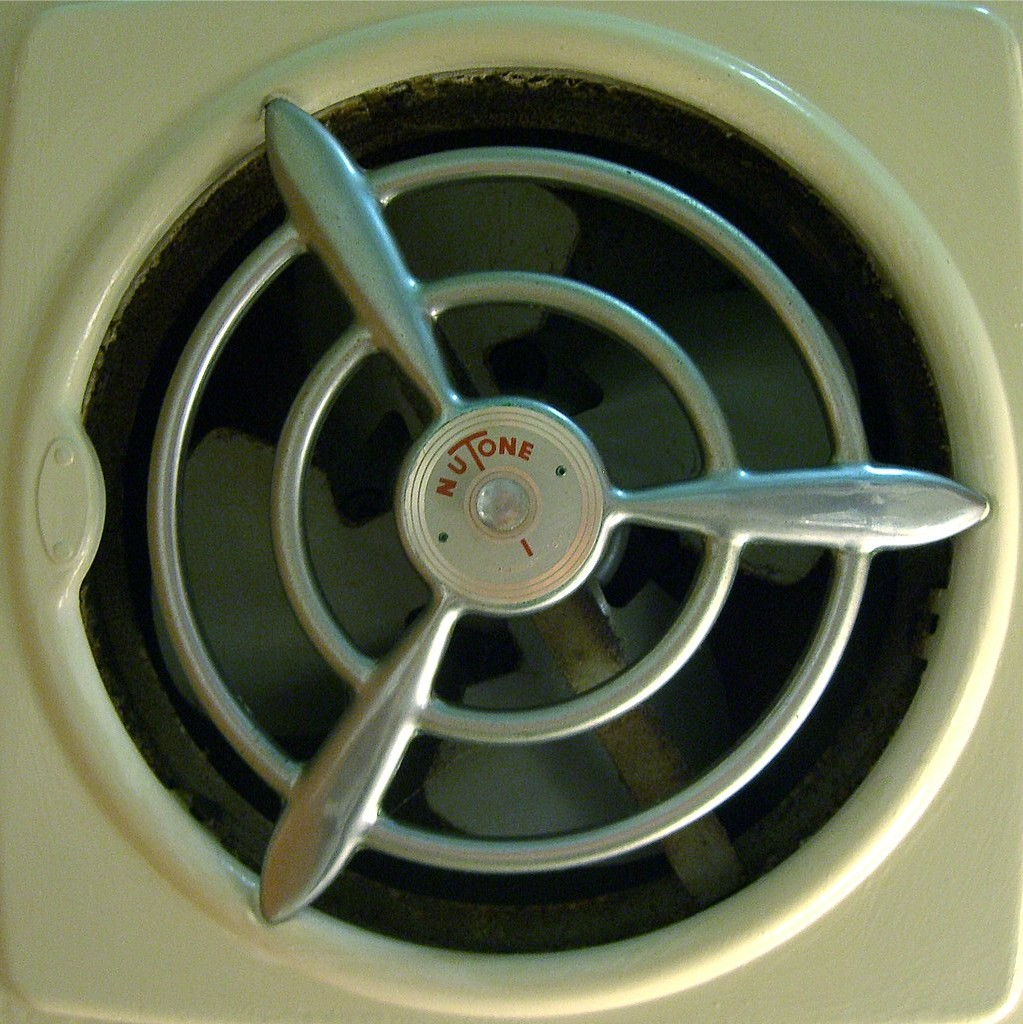
ventola d'aspirazione della NuTone

La NuTone è una società manifatturiera statunitense dedita alla produzione di elettrodomestici per uso casalingo e industriale. 
La sua gamma di prodotti comprende: campanelli elettrici, citofoni, sistemi di ventilazione, cappe da cucina, ventilatori a soffitto, stufette elettriche, ferri da stiro e sistemi per l'home theater.
La sua fama è dovuta principalmente alla produzione di sistemi per l'aerazione.

## Storia
L'azienda Nutone venne fondata nel 1936 dall'imprenditore americano J. Ralph Corbett nella città di Cincinnati in Ohio (Stati Uniti); Prima di quella data però Corbett lavorò come inventore nella città di Dayton con l'intento di commercializzare dei cicalini elettronici in sostituzione dei più comuni e rudimentali ronzatori molto utilizzati in quel periodo.
Nel 1955 La NuTone ampliò la sua presenza nel mercato e diventò una società per azioni, ancora oggi la NuTone produce anche elettrodomestici da incasso.
Purtroppo nel 1967, a causa di problemi finanziari, la famiglia Corbett dovette cedere il proprio Know-How industriale alla Scoville Manufacturing Company; ma a grazie a questa acquisizione la NuTone diventò la più grande azienda produttrice di elettrodomestici di tutto il Nordamerica.
Nel 1987 l'intero pacchetto azionario NuTone fu venduto alla multunazionale Inglese Valor per la cifra di $ 460 milioni (circa 500 milioni di Euro dei giorni nostri).
Dopo alcuni passaggi di gestione, nel 1998 la Nortek Inc. acquisì il marchio NuTone dalla Williams plc', aggiungendo il sopracitato brand americano al gruppo Broan, per un prezzo di acquisto di 242,5 milioni di Dollari.